# Chamousset
Chamousset est une commune française située dans le département de la Savoie, en région Auvergne-Rhône-Alpes.

## Géographie

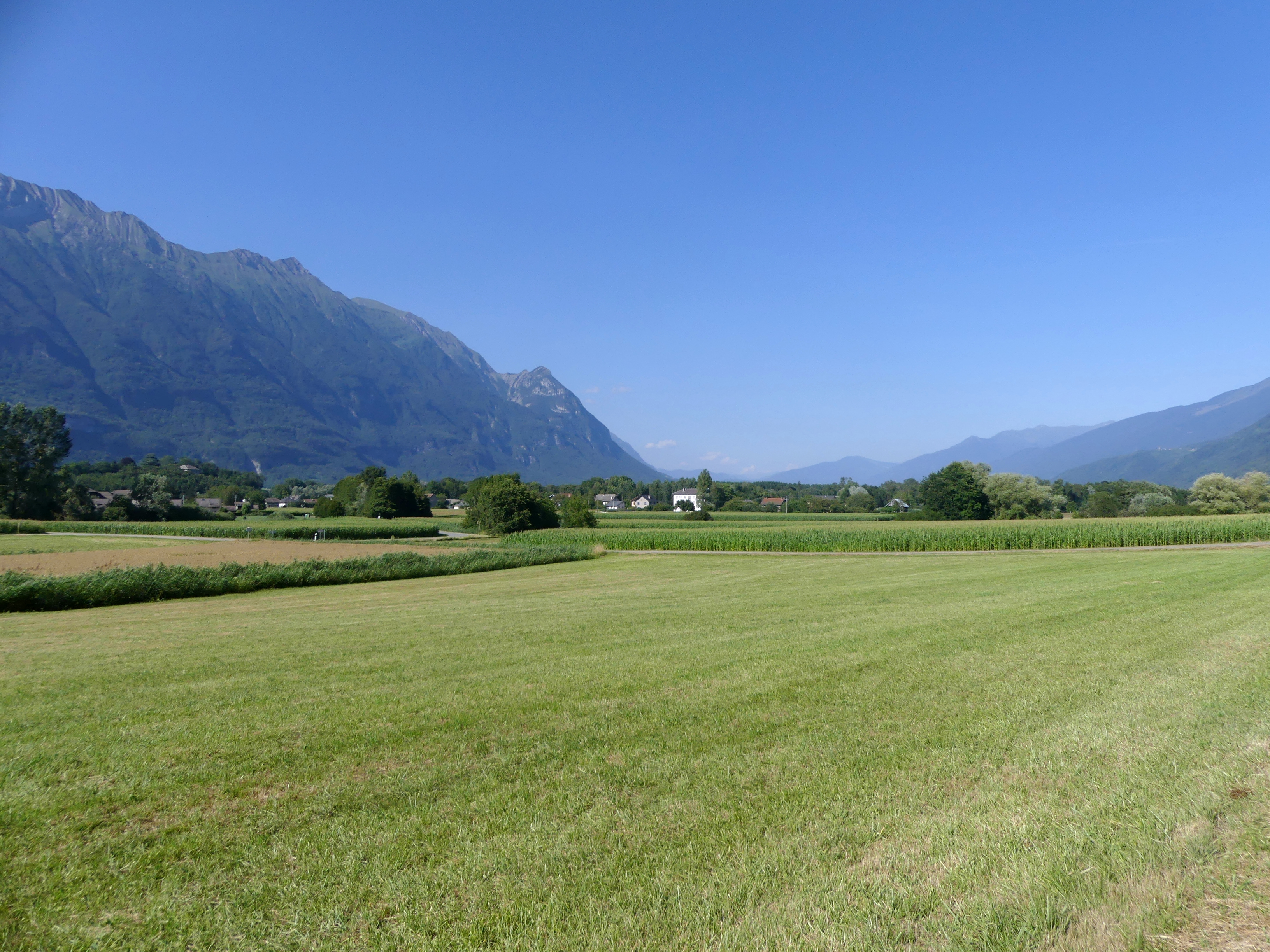
Sud-ouest de Chamousset.

La commune de Chamousset est située au cœur de la combe de Savoie, à environ 35 kilomètres de Chambéry et 30 km d'Albertville.
Il s'agit d'une commune de plaine dont l'altitude varie de 280 mètres à 325 m au sommet de la butte de Chamousset s'élevant au niveau du chef-lieu.
Chamousset constitue par ailleurs le point de confluence des deux principales rivières alpines de la Savoie que sont l'Arc, descendant la vallée de la Maurienne, et l'Isère descendant la vallée de la Tarentaise. La commune est également arrosée par le Gelon, qui se déverse dans l'Isère à l'ouest à Châteauneuf, ainsi que par une partie du ruisseau de La Bialle au nord.
Chamousset est entouré des sommets notables de l'Arclusaz, faisant partie du massif des Bauges, et du Grand Arc, faisant partie du massif de la Lauzière, et plus largement de la Vanoise.

### Voies de communication et transports
La commune de Chamousset est traversée par l'ancienne Route nationale 6, déclassée en Route départementale 1006, laquelle jouxte le chef-lieu sur les rives de l'Arc après la traversée de l'Isère sur le pont Royal. L'autoroute A43 traverse également la commune, toutefois aucun échangeur n’est présent, les plus proches étant ceux de Saint-Pierre-d'Albigny et d'Aiton. Par ailleurs, le premier kilomètre de l'autoroute A430 pour Albertville en prolongement de l'A43 est situé sur la limite entre Chamousset et Aiton.
En matière ferroviaire, Chamousset est traversée par la ligne de Culoz à Modane (frontière) (dite « ligne de la Maurienne ») sur laquelle est implantée la gare de Chamousset, desservie par les TER entre Chambéry et Modane ainsi qu'entre Lyon et Modane.

### Communes limitrophes

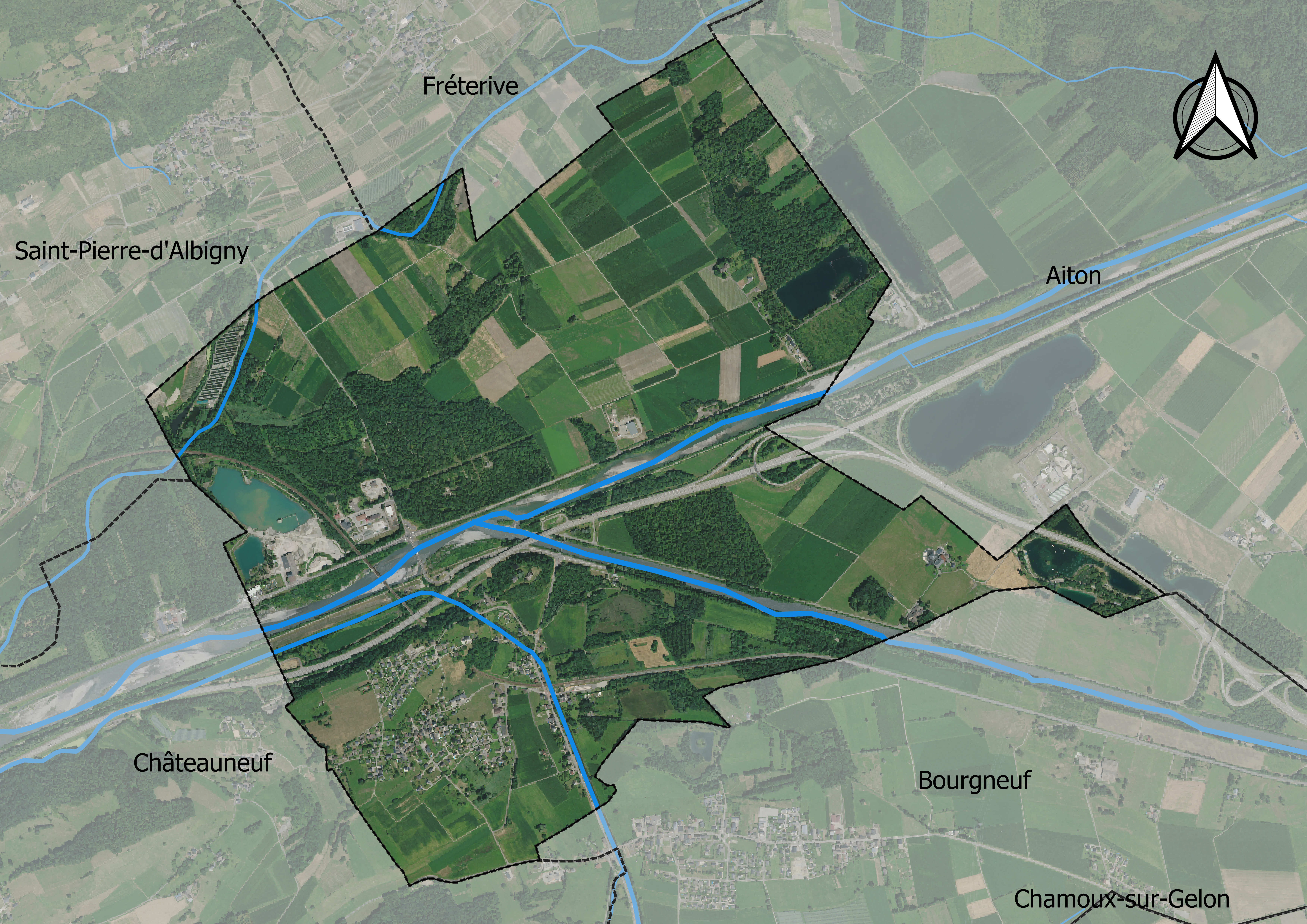
Communes limitrophes de Chamousset.

Chamousset est limitrophe de cinq communes que sont Saint-Pierre-d'Albigny et Fréterive au nord, Aiton à l'ouest, Bourgneuf au sud et Châteauneuf à l'ouest.
| Saint-Pierre-d'Albigny               | Fréterive  | Fréterive         |
| Saint-Pierre-d'Albigny / Châteauneuf | Chamousset | Aiton             |
| Châteauneuf                          | Bourgneuf  | Aiton / Bourgneuf |

### Climat
Pour des articles plus généraux, voir Climat d'Auvergne-Rhône-Alpes et Climat de la Savoie.
En 2010, le climat de la commune est de type climat des marges montargnardes, selon une étude du Centre national de la recherche scientifique s'appuyant sur une série de données couvrant la période 1971-2000. En 2020, Météo-France publie une typologie des climats de la France métropolitaine dans laquelle la commune est exposée à un climat de montagne ou de marges de montagne et est dans la région climatique Alpes du nord, caractérisée par une pluviométrie annuelle de 1 200 à 1 500 mm, irrégulièrement répartie en été.
Pour la période 1971-2000, la température annuelle moyenne est de 10,5 °C, avec une amplitude thermique annuelle de 18,5 °C. Le cumul annuel moyen de précipitations est de 1 214 mm, avec 9,3 jours de précipitations en janvier et 8,5 jours en juillet. Pour la période 1991-2020, la température moyenne annuelle observée sur la station météorologique de Météo-France la plus proche, « Saint-Alban des Hurtières », sur la commune de Saint-Alban-d'Hurtières à 10 km à vol d'oiseau, est de 11,0 °C et le cumul annuel moyen de précipitations est de 1 274,5 mm,. Pour l'avenir, les paramètres climatiques de la commune estimés pour 2050 selon différents scénarios d'émission de gaz à effet de serre sont consultables sur un site dédié publié par Météo-France en novembre 2022.

## Urbanisme

### Typologie
Au 1er janvier 2024, Chamousset est catégorisée bourg rural, selon la nouvelle grille communale de densité à sept niveaux définie par l'Insee en 2022.
Elle est située hors unité urbaine. Par ailleurs la commune fait partie de l'aire d'attraction de Chambéry, dont elle est une commune de la couronne,. Cette aire, qui regroupe 115 communes, est catégorisée dans les aires de 200 000 à moins de 700 000 habitants,.

### Occupation des sols
L'occupation des sols de la commune, telle qu'elle ressort de la base de données européenne d’occupation biophysique des sols Corine Land Cover (CLC), est marquée par l'importance des territoires agricoles (54,5 % en 2018), en diminution par rapport à 1990 (57,6 %). La répartition détaillée en 2018 est la suivante : 
terres arables (36,1 %), forêts (22,5 %), zones agricoles hétérogènes (18,2 %), eaux continentales (9,3 %), zones urbanisées (6,5 %), mines, décharges et chantiers (4,2 %), zones industrielles ou commerciales et réseaux de communication (3 %), prairies (0,3 %). L'évolution de l’occupation des sols de la commune et de ses infrastructures peut être observée sur les différentes représentations cartographiques du territoire : la carte de Cassini (XVIIIe siècle), la carte d'état-major (1820-1866) et les cartes ou photos aériennes de l'IGN pour la période actuelle (1950 à aujourd'hui).

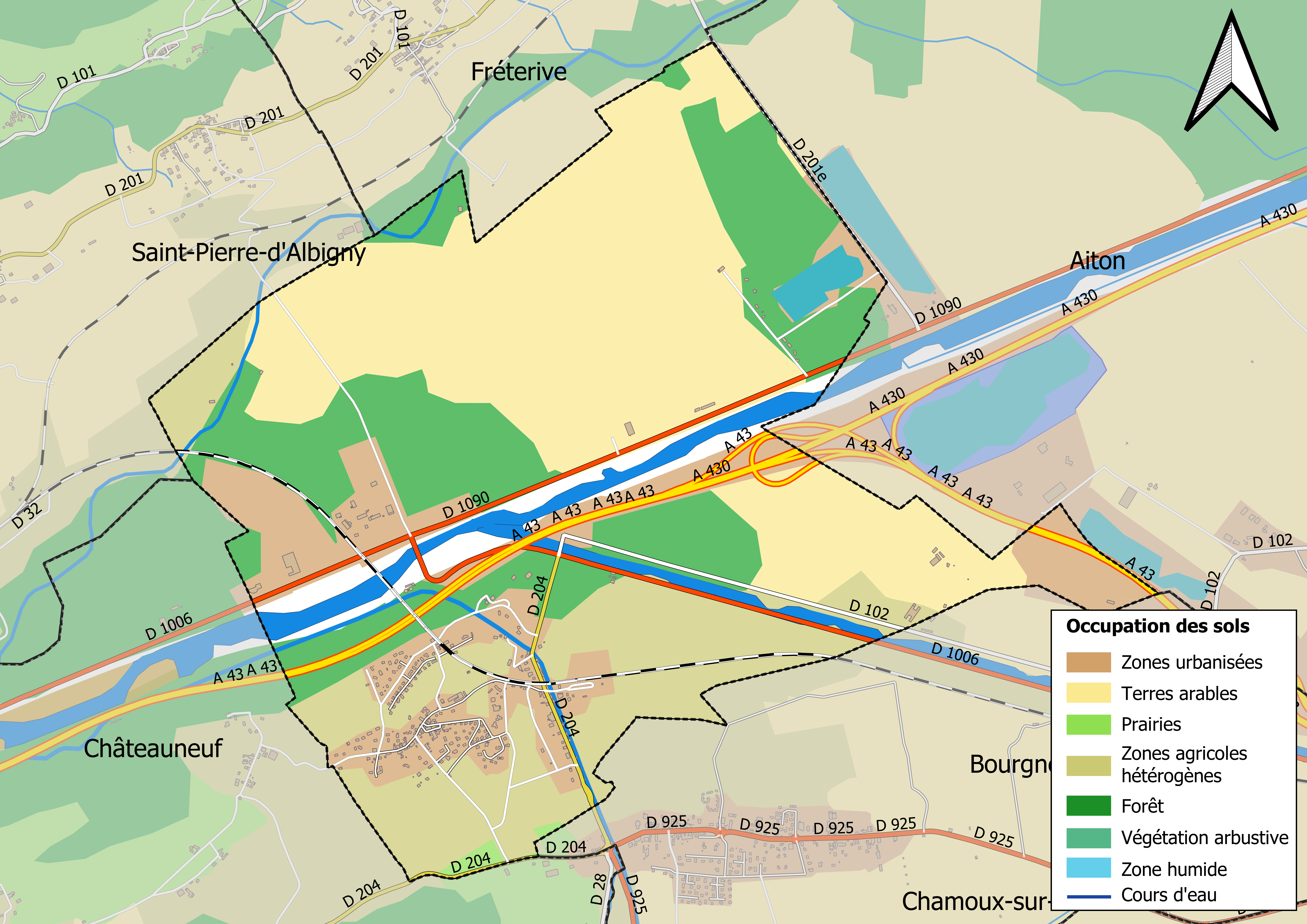
Carte des infrastructures et de l'occupation des sols de la commune en 2018 (CLC).

## Toponymie
En francoprovençal, le nom de la commune s'écrit Shamshé, selon la graphie de Conflans.

## Histoire
En 1597, lors de l’invasion de la Savoie, les troupes de Lesdiguières prennent le château de Chamousset.

## Politique et administration
La commune est membre de la Communauté de communes Cœur de Savoie. Elle appartient au territoire du Cœur de Savoie, qui regroupe une quarantaine de communes de la combe de Savoie et du Val Gelon.
| Période                                  | Période                        | Identité        | Étiquette | Qualité |
| ---------------------------------------- | ------------------------------ | --------------- | --------- | ------- |
| Les données manquantes sont à compléter. |                                |                 |           |         |
| mars 2001                                | mars 2008                      | Claude Royer    | DVD       |         |
| mars 2008                                | mars 2014                      | Maryse Perrin   |           |         |
| mars 2014                                | En cours (au 1er juillet 2020) | Yannick Logerot |           |         |

### Tendances politiques
Le département de la Savoie est traditionnellement ancré à droite de l'échiquier politique. Depuis les années 2000, les électeurs de la commune de Chamousset suivent cette tendance pour les scrutins nationaux en plaçant en tête des candidats de partis de droite aux élections présidentielles et législatives, à la seule exception du 2d tour des élections législatives de 2012 favorable au Parti socialiste, suivant la tendance nationale consécutive à l'élection de François Hollande à la Présidence de la République. Aux premiers tours des élections présidentielles toutefois, le Front national (FN) recueille la majorité des voix, à l'exception de 2007 où Nicolas Sarkozy, candidat de l'Union pour un mouvement populaire (UMP) arrive en tête aux premier et second tours, suivant la tendance nationale.
Au niveau local, les tendances sont moins nettes. Pour les élections régionales de 2004 et 2010, la commune a porté en tête le candidat socialiste, dans la dynamique régionale. Lors du scrutin de 2015 en revanche, le candidat du FN est en tête au 1er tour, puis le candidat de l'Union de la droite au 2d tour. Les élections cantonales de 2004 et 2011 puis l'élection départementale de 2015 conduisent à l'élection de candidats divers droite ou sans étiquettes mais bénéficiant d'une implantation locale importante. Les scrutins municipaux sont généralement composés de listes sans étiquettes.
Enfin les échéances européennes montrent également une tendance de fond vers la droite, dans une dynamique similaire à la circonscription Sud-Est. Alors qu'en 2004, la liste socialiste arrive en tête, le scrutin de 2009 donne la majorité des suffrages à la liste de la droite et ceux de 2015 et 2019 sont favorables aux listes du FN puis du Rassemblement national (RN).

## Démographie
L'évolution du nombre d'habitants est connue à travers les recensements de la population effectués dans la commune depuis 1793. Pour les communes de moins de 10 000 habitants, une enquête de recensement portant sur toute la population est réalisée tous les cinq ans, les populations de référence des années intermédiaires étant quant à elles estimées par interpolation ou extrapolation. Pour la commune, le premier recensement exhaustif entrant dans le cadre du nouveau dispositif a été réalisé en 2006.

En 2022, la commune comptait 615 habitants, en évolution de +5,67 % par rapport à 2016 (Savoie : +3,63 %, France hors Mayotte : +2,11 %).
| 1793 | 1800 | 1806 | 1822 | 1838 | 1848 | 1858 | 1861 | 1866 |
| ---- | ---- | ---- | ---- | ---- | ---- | ---- | ---- | ---- |
| 231  | 211  | 258  | 305  | 301  | 249  | 354  | 388  | 366  |

| 1872 | 1876 | 1881 | 1886 | 1891 | 1896 | 1901 | 1906 | 1911 |
| ---- | ---- | ---- | ---- | ---- | ---- | ---- | ---- | ---- |
| 352  | 402  | 405  | 377  | 374  | 422  | 375  | 378  | 339  |

| 1921 | 1926 | 1931 | 1936 | 1946 | 1954 | 1962 | 1968 | 1975 |
| ---- | ---- | ---- | ---- | ---- | ---- | ---- | ---- | ---- |
| 363  | 318  | 309  | 290  | 310  | 242  | 241  | 252  | 303  |

| 1982 | 1990 | 1999 | 2006 | 2011 | 2016 | 2021 | 2022 | - |
| ---- | ---- | ---- | ---- | ---- | ---- | ---- | ---- | - |
| 321  | 373  | 383  | 502  | 572  | 582  | 606  | 615  | - |

## Culture locale et patrimoine

### Lieux et monuments

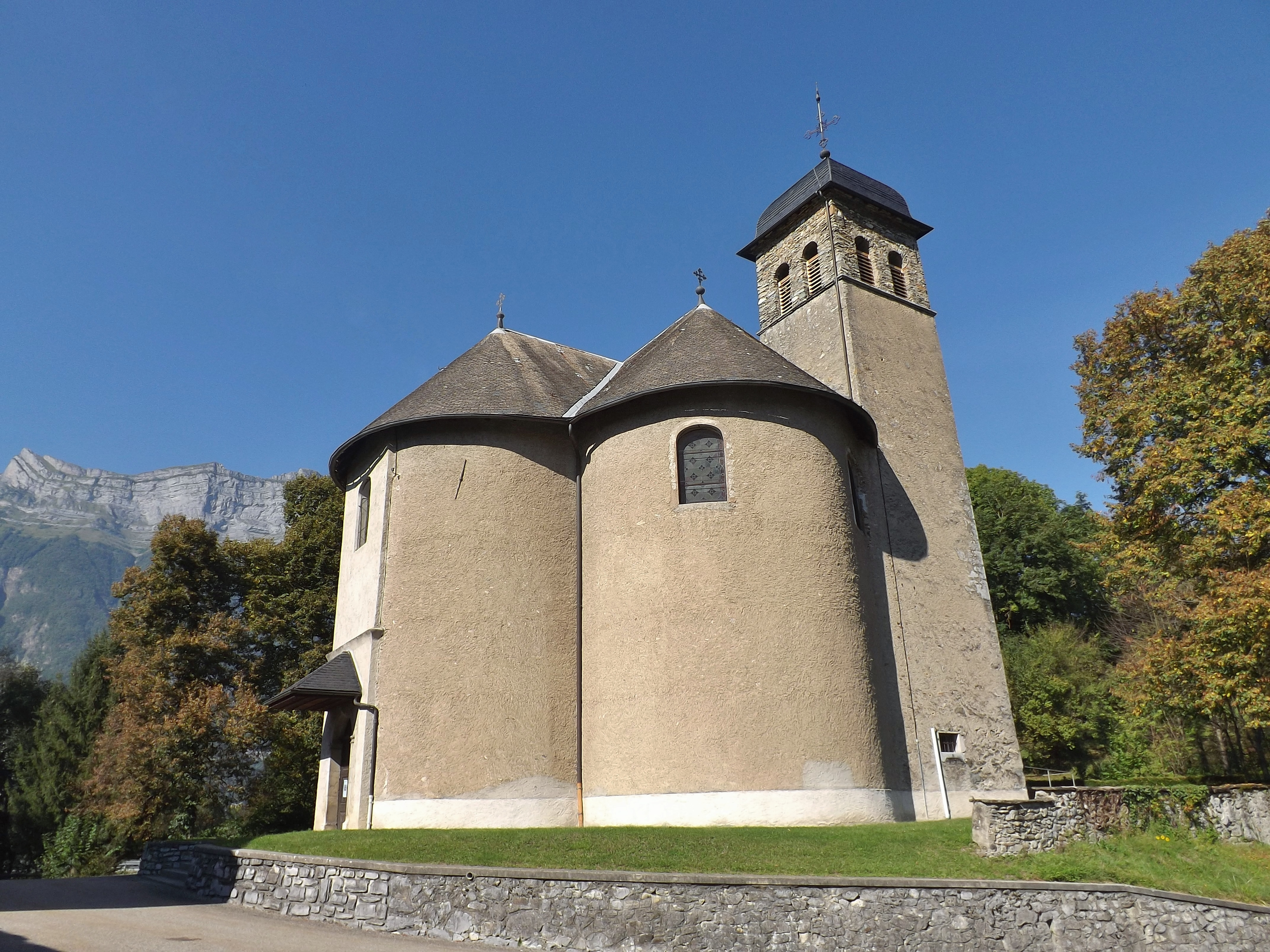
L'église Saint-Maurice de Chamousset.

- Église Saint-Maurice, seul édifice de forme de trèfle en Savoie (plan cruciforme, de forme quadrilobée)  Classée MH (1950)[25] ; elle fut construite entre 1716 et 1725, en période de baroque tardif[26];
- Pont Royal traversant l'Isère,  Classé MH (1986)[27] ;
- Tunnel hydraulique du Gelon,  Classé MH (1986)[27] ;
- Ruines du château de Chamousset. Cité en 1354, il fut le centre de la seigneurie de Chamousset puis du marquisat. Il en subsiste les soubassements et des parties de l'édifice.

### Personnalités liées à la commune
- Famille de Bertrand, seigneur de Chamousset.
- Sylvia Bossu (1962-1995), artiste française d'art contemporain y meurt le 15 juillet 1995 dans un accident de la route.